# La venganza (telenovela de 1977)
La venganza (no Brasil, A Vingança) é uma telenovela mexicana, produzida pela Televisa e exibida pelo El Canal de las Estrellas entre 28 de fevereiro e 25 de novembro de 1977.
É baseada na radionovela La indomable escrita pela cubana Inés Rodena.
Protagonizada por Helena Rojo e Enrique Lizalde e antagonizada por Beatriz Sheridan, Javier Marc, Rogelio Guerra, Otto Sirgo e Karina Duprez.

## Sinopse
A trama conta a história de Maria Olivares, uma humilde camponesa que vive com seu avô Maximiliano, em uma palhoça na fazenda dos Narváez. Maria se apaixona por Xavier Narváez, que é piloto, mas seu irmão Rafael e sua esposa Carmen se opõem ao casamento deles, pois Maria é pobre.
Carmen humilha Maria jogando um bracelete na lama e faz com que esta o retire com os dentes, e depois queima a palhoça, onde morre Maximiliano. Maria foge para a capital grávida e jura se vingar dos Narváez. Ela consegue trabalho na casa de um homem de negócios chamado Alexandre Balmaseda, que está doente e que sente pena de Maria, oferecendo sua proteção sem saber que ela é a filha que havia procurado por anos.
Maria se torna fina, e toda a verdade vêm à tona e ela ganha seu verdadeiro nome, Alessandra Balmaseda. Quando seu pai morre de infarto, Alessandra herda todos seus bens, inclusive um hotel em Santo Ângelo. Ela se encarrega de cuidar do hotel e enfrenta Dupré, um rival de seu pai, e sua amante Andrea.
Para a surpresa de Alessandra, no hotel se hospedam Xavier, Eduardo e a aeromoça Sônia. Em uma festa, Alessandra se encontra com Xavier, que fica surpreendido com seu grande parecido a Maria, mas pensa que não pode ser pois Alessandra é uma mulher rica e fina. O governador de Santo Ângelo se apaixona por Alessandra, e sua filha Lucy é a prometida de Xavier. Também chega o Sultão de Omán, que também se apaixona por Alessandra.
Carmen e Rafael abandonam abandonam a fazenda Narváez e vão viver para Santo Ângelo. Alessandra consegue a parte do hotel que correspondia a Dupré e, com a ajuda de Andrea, começa sua vingança de Narváez. Em uma visita ao hotel, Rafael se apaixona por Andrea, que o deixa bêbado e o leva para jogar no cassino do hotel, levando-o ao vício pelo jogo e pelo álcool. Ele perde todo o dinheiro e, seguindo as ordens de Alessandra, Andrea faz com que este assine uma nota promissória de muito dinheiro, que acaba por deixar Rafael em uma divida muito grande com o hotel.
Alessandra exige que ele pague a dívida, caso contrário tomará suas terras, mas Carmen lhe pede clemência, mas Alessandra a obriga a tirar a nota promissória da lama com os dentes, que desesperada o faz. Xavier quer voltar com Alessandra, que se nega, e por isso ele decide se casar com Sofia, dona de terras vizinhas de sua fazenda. Alessandra, usando outra pessoa, propõe a Rafael que venda sua fazenda, que aceita para sair da pendura onde se encontra.
Carmen é atropelada e morre, e Rafael se perde no meio do álcool. Alessandra regressa como dona da fazenda dos Narváez, e finalmente Xavier se divorcia de Sofia, pede perdão a Alessandra e se casam.

## Elenco
- Helena Rojo - Maria Olivares/Alessandra Balmaseda
- Enrique Lizalde - Javier Narváez
- Beatriz Sheridan - Nina Santibañez de Narváez
- Javier Marc - Rafael Narváez
- José Luis Jiménez - Don Maximiliano Olivares
- Roberto Cañedo - Don Alessandro Balmaseda
- Tony Carbajal - Dupré
- Nelly Meden - Andrea
- Raymundo Capetillo - Bernardo
- Germán Robles - Governador de Santo Angelo
- Karina Duprez - Lucy
- Rogelio Guerra - Sultán de Omán
- Marcela Rubiales - Sonia
- René Muñoz - Mohamed
- Azucena Rodríguez - Rosa
- Luz Adriana - Sofía
- Aurora Cortés - Dominga
- Patricia Dávalos - Isabel
- Jorge Fink - Padre Cayetano
- Eugenia D'Silva - Joaquina Santibañez
- Miguel Ángel Ferriz - José Luis
- Héctor Gómez - Víctor
- Laura Zapata - Violeta
- Odiseo Bichir - Caleta
- Héctor Cruz - Ramon y Nazario
- Otto Sirgo - Linso del Alamo
- Magda Haller - Doña Juana de del Alamo
- Graciela Bernardos - Daniela
- Estela Chacón
- Miguel Suárez - Gonzalo
- Luisa Huertas - Calixtita
- Fernando Luján - Juan
- Rebeca Silva
- Enrique Gilabert
- Mauricio Ferrari
- Lily Inclan
- Alberto Gavira
- Jose Alonso Cano - Chefe de Policía

## Exibição no Brasil
No Brasil, foi exibida pelo SBT em 7 de janeiro a 3 de abril de 1987 e, novamente, entre 4 de março e 31 de maio de 1991 às 16h30 na faixa Novelas da Tarde.

## Versões
La venganza está baseada na radionovela La indomable escrita por Inés Rodena. Estas são as versões que têm sido feitas para a TV.
- A primeira versão desta telenovela foi a telenovela venezuelana La indomable, realizada por RCTV em 1975. Dirigida por Juan Lamata e protagonizada por Marina Baura e Elio Rubens.
- Televisa realizou em 1987 um remake intitulada Rosa salvaje, produzida por Valentín Pimstein e dirigida por Beatriz Sheridan. Protagonizada por Verónica Castro e Guillermo Capetillo.
- Televisa realizou no México em 1994 uma versão desta telenovela intitulada Marimar. Foi produzida por Verónica Pimstein, e seus protagonistas foram Thalía e Eduardo Capetillo.
- GMA Network realizou nas Filipinas em 2007 uma versão intitulada também Marimar, produzida por Wilma Galvante e protagonizada por Marian Rivera e Dingdong Dantes.
- Alma indomable, uma telenovela realizada pela Venevisión em 2010. Protagonizada por Scarlet Ortiz e José Ángel Llamas.
- Em 2013 a produtora Nathalie Lartilleux levou de volta as telas a história pela Televisa com o nome de Corazón indomable com as atuações principais de Ana Brenda Contreras e Daniel Arenas com a atuação antagônica de Elizabeth Álvarez e René Strickler.
- Em 2015 foi lançado nas Filipinas, o segundo remake desta novela, intitulada novamente Marimar, foi dirigida por Dominic Zapata. Protagonizada por Megan Young e Tom Rodriguez.